# Gajac
Gajac é uma comuna francesa na região administrativa da Nova Aquitânia, no departamento da Gironda. Estende-se por uma área de 12,1 km². Em 2010 a comuna tinha 379 habitantes (densidade: 31,3 hab./km²).